# 水城恵利
水城 恵利（みずき えり、1986年5月1日 - ）は、日本プロ麻雀協会所属の元女性プロ雀士。
埼玉県浦和市出身、中央大学経済学部卒業、キャッチフレーズは「雀姫」。

## 人物
- 9期前期に日本プロ麻雀協会入会。実家の畳屋の仕事を手伝いながら、並行してプロ雀士として活動していた。
- 一時はツインドリルと呼ばれるウィッグ(wig)姿がトレードマークだった。
- 野口賞受賞の副賞として、竹書房の「麻雀最強戦2013 女流プロ代表決定戦」と、MONDO TVの「女流モンド杯」に出場、テレビ対局番組出演を果たした。
- 梶やんチャンネル「サンマサバイバル」の初代王者として、三度の防衛を果たした。
- 麻雀最強戦では、リードしていた際に、必死になって降りていた姿から、実況・解説にプルプル震えているようということから、「プル」という愛称が付けられた。
- 高校時代は一人で選手名鑑をみるなど、一人野球選手しりとりをしていたらしい。
- 偏差値は70で美術4。
- 2017年12月に自身のブログで、翌2018年3月末をもってプロ雀士を引退することを発表[1]。2018年3月25日に行われた自身の引退イベントをもってすべてのプロ雀士の活動を終了した。

## 獲得タイトル
- 第11回野口恭一郎女性棋士部門受賞（野口賞）

## 出演番組
- 女流モンド杯 （MONDO TV）
- 麻雀最強戦2013 女流プロ代表決定戦 (ニコニコ生放送)
- 梶やんチャンネル（ニコニコチャンネル）